# 산후안투코투코
산후안투코투코(Ctenomys johannis)는 투코투코과에 속하는 설치류의 일종이다. 아르헨티나의 중서부의 토착종으로 산후안 주에서만 알려져 있다.